# Шекі-Загатальський економічний район

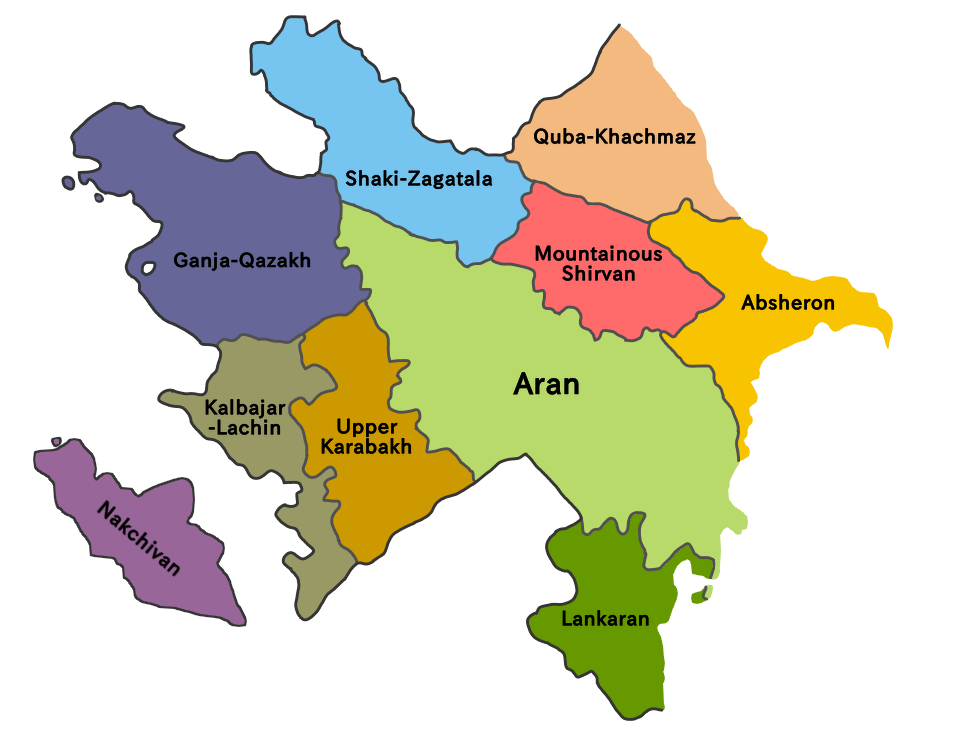
Карта Азербайджану, на якій позначено Шекі-Загатальский економічний район (зафарбований блакитним)

Шекі-Загатальський економічний район (азерб. Şəki-Zaqatala iqtisadi rayonu) — один з економічних районів Азербайджану. Включає Балакенський, Ґахський, Габалинський, Огузький, Загатальський, Шекінський адміністративні райони.
Шекі-Загатальский економічний район межує з Росією (Дагестаном) на півночі, з Грузією, на заході, з Гирдиманською долиною[прояснити] — на сході і півдні.
Площа — 8840 км2, що становить 10,3 % від загальної площі республіки. У районі є значні водні запаси. Основу економіки складає сільське господарство. Велика різниця висот території району є причиною розмаїття природних умов, характерний помірний клімат.

## Географія
Територія району поділена на три частини: південний схил Великого Кавказу, Ганих-Хафтаранську долину та Центральне Курське нагір'я.
Висота району коливається від 100 до 466 метрів, на території району, на кордоні з Росією знаходиться гора Базардюзю, яка є найвищою точкою Азербайджану.

## Річки й озера
Регіон включає такі річки: Кіш, Шин, Балаканчай, Катех, Дамірапаран, Мазим, Мухах, Ганих, Айричай, Аліджан і Туріан. В регіоні є такі джерела теплових і мінеральних вод: Огланбулаги, Гізбулаги, Хамамбулаги, Будушор, Агбулаг і Халхал. Основні озера: Нохур (Кабала) і Аджинохур (Гах).

## Клімат
Кількість днів без опадів коливається від 5 до 25 днів у червні-вересні. Безморозний період триває протягом 150—250 днів або більше. Число днів зі сніговим покривом коливається від 20 до 120. На висотах 500—700 метрів клімат субтропічний, а на більших висотах він м'який і прохолодний; клімат стає все холоднішим зі збільшенням висоти. Регіон займає друге місце після зони Ленкорань-Астара за діапазоном річних кількостей опадів.

## Земельний покрив та біорізноманіття
Найпоширенішими ландшафтами в регіоні є луки, гори і лісові масиви з низкою лісових і гірських ґрунтів. Район характеризується різноманітним ландшафтом, з густішим лісовим покривом, ніж інші регіони Азербайджану.

## Промисловість
2010 року, за даними Державного комітету статистики Азербайджану в Шекі-Загатальском економічному районі діяло 115 промислових підприємств.
Населення — 599,9 тис. осіб на початок 2015 року (6,5 % від населення країни), проживає переважно в передгірній частині.
Видобуток. Більшість мідних запасів республіки, 90 % сірчаного колчедану, 99 % цинку зосереджені в цьому районі. Одне з двох родовищ поліметалів у кавказькому регіоні (Філізчайське), знаходиться на території району. У горах і передгір'ях багато сировини для виробництва будматеріалів (щебінь, пісок тощо). 27 % території району вкрито лісовими масивами.
Виробництво. В промисловості району переважають легка і харчова галузі.
1. Харчова промисловість. Підприємства району орієнтуються на переробку продукції садівництва, тютюнництва і тваринництва: Шекінський харчовий комбінат і виноробні заводи, заводи фруктово-овочевих консервів в Гебеле, Гасі, Балакені, Нідже, Загатальський горіховий завод і фабрика з виробництва трояндової олії. Діють дрібні підприємства, що випускають продукцію хлібопекарні, східні солодощі та безалкогольні напої.
2. Основу легкої промисловості становить шовківництво, у всіх районних центрах діють підприємства швейної промисловості. В Шекі завдяки місцевому кустарному виробництву виготовляються красиві шовкові тканини, хустки кялагаї, панчохи і багато іншого. У зв'язку з розвитком тютюнництва в Шекі, Гебеле, Балакені і Загаталі діють заводи тютюнової ферментації. На базі місцевої сировини в Загаталі працює меблева фабрика, цегляний завод, а в Балакені — комбінат з виготовлення тари.

Галузі сільського господарства: тютюнництво, коконівництво, чаївництво, квітникарство, плодівництво, насінництво, виноградарство, вівчарство. 2/3 виробленого в республіці тютюну, 17 % зернових, 35 % коконів, 2 % зеленого чайного листа. В районі виробляється понад 10 % продукції тваринництва республіки.
Транспортна інфраструктура. Район має розвинену транспортну мережу. Залізниця Євлах — Балакен, пущена в експлуатацію в середині 80-х років, сприяла розширенню зв'язків з іншими районами. Діє Баку-Загатальська авіалінія.
Соціальна інфраструктура: загальноосвітні та середні спеціальні школи, філії республіканських вищих навчальних закладів, закладів охорони здоров'я і культурно-просвітницькі центри, музеї і театри.
Туризм. Шекі-Загатальський економічний район є важливим регіоном для відпочинку і туризму. В Гебеле, Шекі та Загаталі діють заклади відпочинку та туризму. Через територію району пролягає міжнародний туристичний маршрут у Грузію.